# 古典主义音乐
古典主义音乐指的是1750至1825年时期的欧洲主流音乐。海顿、莫扎特和贝多芬是古典主义音乐的杰出代表，由于他们都在维也纳度过自己的创作成熟时期，因而也称作“维也纳古典乐派”。也另有說法是1750至1820年。古典時期的結束通常是以貝多芬第九號交響曲為分水嶺。但在貝多芬第九號交響曲的古典時期特色已消失。

## 音樂創作
古典主义时期介于巴洛克时期和浪漫时期之间。古典主义时期的音乐比巴洛克音乐具有更轻盈、更清晰的质地，但对音乐形式的使用更加多样化，简单来说，就是任何给定音乐的节奏和组织。它主要是同音，在从属和弦伴奏上使用清晰的旋律线，但对位也并不意味着被遗忘，特别是在礼拜声乐和后来的世俗器乐中。它还利用了强调轻盈优雅的风格，取代了巴洛克式的庄严和令人印象深刻的宏伟。作品中的多样性和对比变得比以前更加明显，管弦乐队的规模、范围和力量也有所增加。
古典时期的音乐承繼著巴洛克音樂的发展，是欧洲音乐史上的一种音乐风格或者一个时代。這個時代演变出現了多樂章的交響曲、獨奏協奏曲、弦樂四重奏、多樂章奏鳴曲等體裁。而奏鳴曲式和回旋曲式成為古典時期和浪漫時期最常見的曲式，影響之深遠直至20世紀。樂團編制比巴洛克時期增大，樂團由指揮帶領逐漸變成一種常規。現代鋼琴在古典時期出現，逐漸取代了大鍵琴的地位。
隨著法國大革命對社會造成的衝擊，作曲家的生計也受到影響，由最初依賴宮廷、教會聘僱轉變為獨立的創作者。

## 主要作曲家

### 早期
- 海頓
- 萨马丁尼
- C·P·E·巴赫
- 格魯克

### 中期
- 薩里耶利
- 莫扎特
- 克雷门蒂
- 博凯里尼

### 晚期
- 貝多芬
- 舒伯特
- 车爾尼
- 庫勞
- 帕格尼尼
- 胡梅尔